# Austrodrillia sola
Austrodrillia sola är en snäckart som beskrevs av Powell 1942. Austrodrillia sola ingår i släktet Austrodrillia och familjen Turridae. Inga underarter finns listade i Catalogue of Life.